# Jean III de Saxe-Lauenbourg
Pour les articles homonymes, voir Jean III.
Jean III est un prince de la maison d'Ascanie né vers 1335 et mort en 1356. Il règne sur le duché de Saxe-Lauenbourg de 1343 à sa mort.

## Biographie
Jean III est le fils aîné du duc Albert IV de Saxe-Lauenbourg et de son épouse Béate de Schwerin. Il appartient à la lignée de Bergedorf-Möllner, qui règne sur la moitié de la Saxe-Lauenbourg depuis le début du XIVe siècle. Il succède à son père à sa mort, en 1343.
Jean III meurt sans laisser d'enfants en 1356. Son frère cadet Albert V lui succède.